# آمبر بنسون
آمبر بنسون (انگلیسی: Amber Benson؛ زاده ۸ ژانویهٔ ۱۹۷۷) یک هنرپیشه، فیلم‌نامه‌نویس، کارگردان، و تهیه‌کننده اهل ایالات متحده آمریکا است.
از فیلم‌ها یا برنامه‌های تلویزیونی که وی در آن نقش داشته‌است می‌توان به آخرالزمان، له‌شدگی، اس.اف.دبلیو، پرایم گیگ و بافی قاتل خون‌آشام‌ها اشاره کرد.